# Cortichelles
Cortichelles es un  caserío del municipio de Turís (Valencia) España. Se encuentra ubicado al extremo occidental del término municipal, en la partida rural llamada de Calabarra, la cual se encuentra  al norte de la sierra de Monserrat y al noreste de la conocida como “Masía de Calabarra”, en el pequeño valle formado por el  barranco llamado de los Blázquez o de Cortichelles, subafluente del barranco de Torrente o rambla del Poyo a través del barranco de la Horteta.

## Historia

### Poblaciones anteriores
En 1741 existía en término de Turís, cerca de los límites con Godelleta y Chiva, una heredad bastante extensa conocida como Mas de Cortichelles. Esta explotación agrícola comprendía tierras de secano y de regadío. Las tierras de huerta comprendían 18 cahizadas, es decir, 108 hanegadas o nueve hectáreas. Se regaban con aguas de las fuentes situadas en el barranco de Cortichelles, así como de las escorrentías irregulares del propio barranco. Las aguas de las fuentes se recogían mediante una mina, pues los documentos hablan de un alcaduf subterráneo, del que surgía una acequia.

### La población delsigloXX

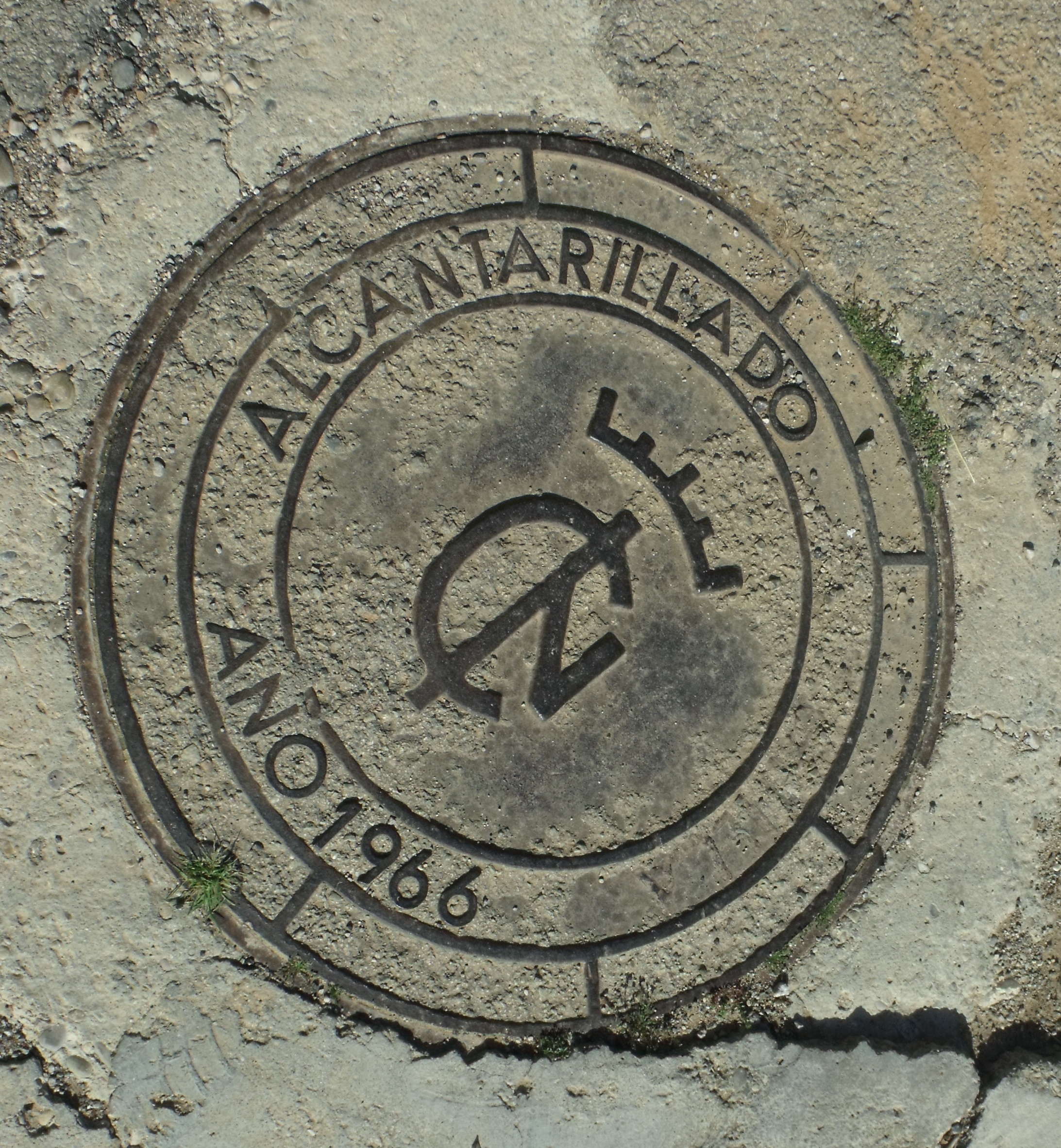
Trapa en las calles de Cortichelles con el logotipos del Instituto Nacional de Colonización.

Cortichelles se construyó durante los años 60 y tenía en un principio la finalidad de recoger en sus viviendas a los afectados por la construcción del pantano de Alarcón, pero finalmente fue ocupado por los retornados de Marruecos en la década de los setenta. 
El Instituto Nacional de Colonización adquirió en virtud del Decreto de 23 de julio de 1942, la finca y Masía de Cortichelles y otras de los alrededores, de menor extensión, dentro de los términos municipales de Turís, Godelleta y Torrente para instalar en ellas a diferentes vecinos de Valverde de Júcar (provincia de Cuenca), los cuales se habían quedado sin casa al llevarse a cabo la construcción del pantano de Alarcón. Todo el conjunto de terrenos formaron lo que se denominó núcleo de Cortichelles, y para mejorar y aumentar la productividad del terreno se realizaron obras para la recogida de agua, la sistematización del terreno y la construcción del pueblo, todo ello para transformar unos terrenos de secano en regadío para la inicial población que se esperaba de unos treinta colonos. En el pueblo se construyó el ayuntamiento, la iglesia, la escuela y un puente de acceso que salvara el barranco de los Blázquez, entre otros edificios. El proyecto, realizado por Jesús Ayuso Tejerizo en 1962, incluía 37 viviendas situadas en parcelas de 375 m². La población que se esperaba atender era de 200 habitantes. El conjunto se diferencia de otros poblados de colonización obra del mismo arquitecto en la mayor importancia proporcional que se da a los edificios públicos (ayuntamiento, escuela e iglesia) a causa del menor tamaño de la población. Otras dos diferencias son una mayor adaptación a la orografía y el planteamiento de la carretera de acceso, que en estos poblados suele ser tangente a la población pero que en Cortichelles acaba en plaza del asentamiento.
Su origen queda reflejado en las trapas del alcantarillado que se encuentran a lo largo de sus pocas calles.

## Estado actual
A principios del siglo XXI, las comunicaciones han mejorado un poco, pero aún presenta problemas de aislamiento debido a su situación geográfica, como son, entre otros, los que presentan en el abastecimiento de agua potable. Según cifras del año 2013 tenía una población de 43 habitantes, aunque en verano triplica su población, ya que se ha transformado en una zona de veraneo y de segunda residencia. Sus casas tienen una tipología parecida, aunque cada propietario ha acabado realizando obras de mantenimiento y embellecimiento según sus propios gustos. Pese a ello, mantiene cierta homogeneidad. Sus calles son anchas y tranquilas y se encuentra rodeado de terreno de secano y pinadas.

## Imágenes

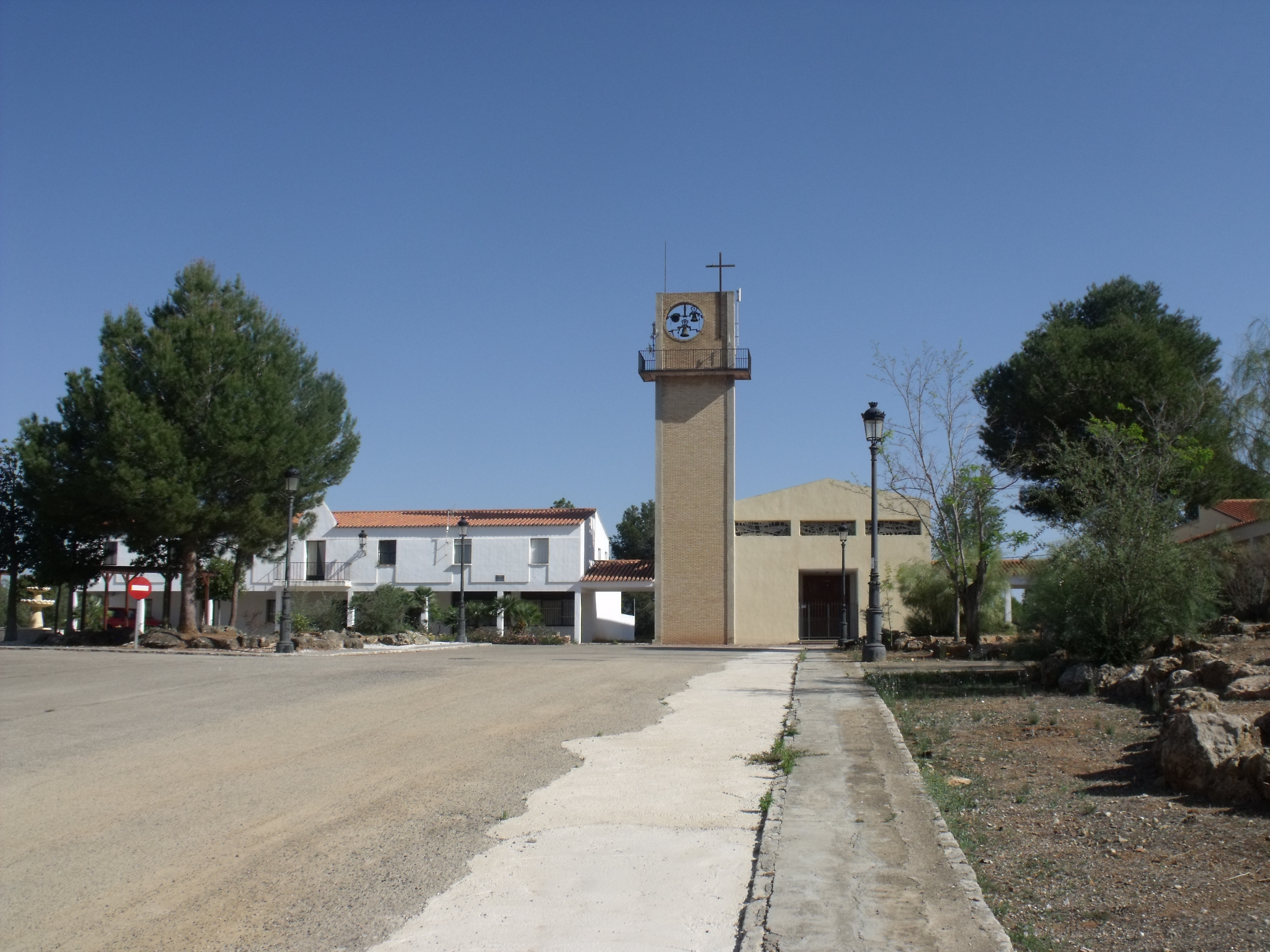
Iglesia.
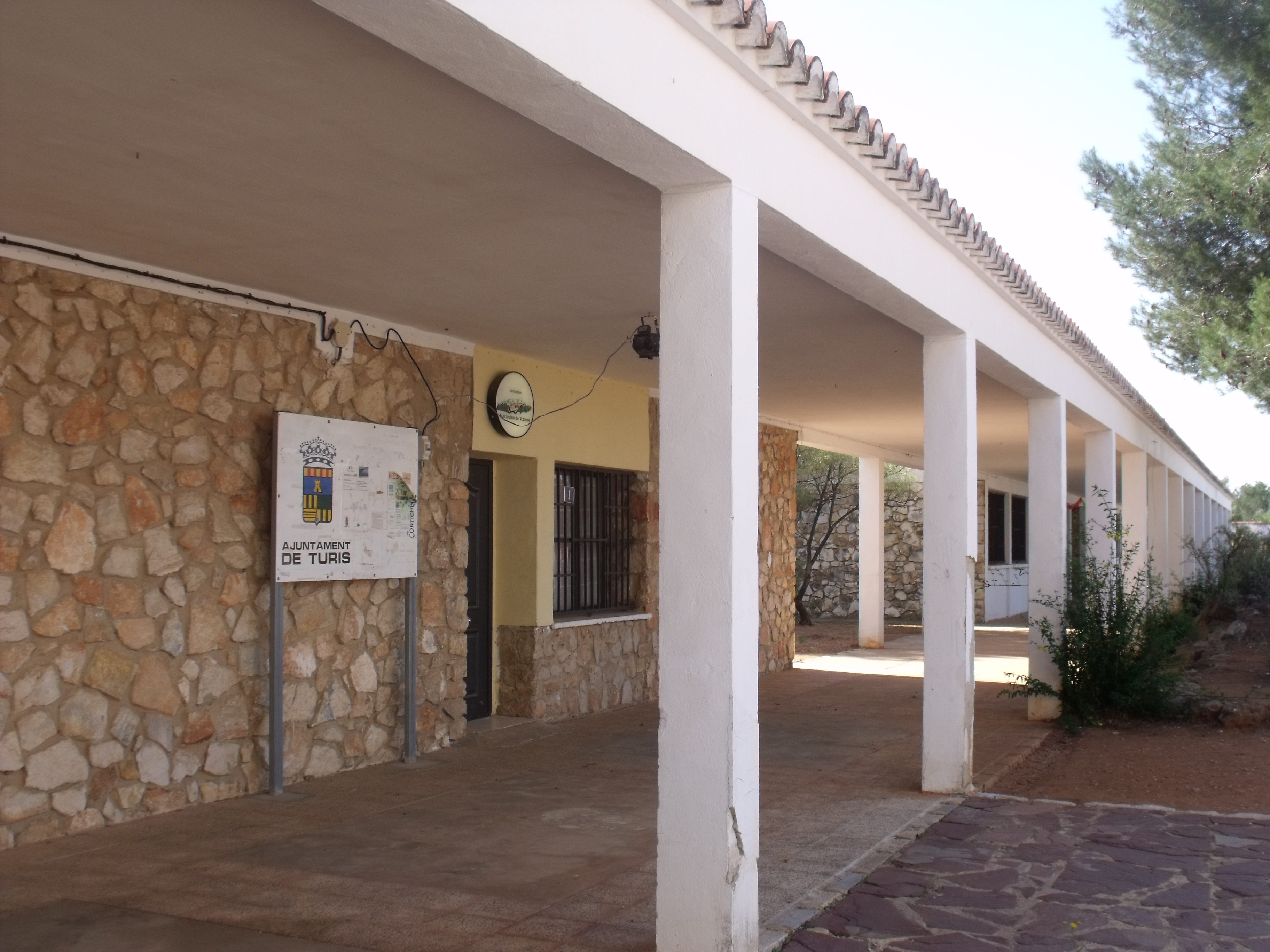
Local público, en 2014 sede de la asociación de vecinos.
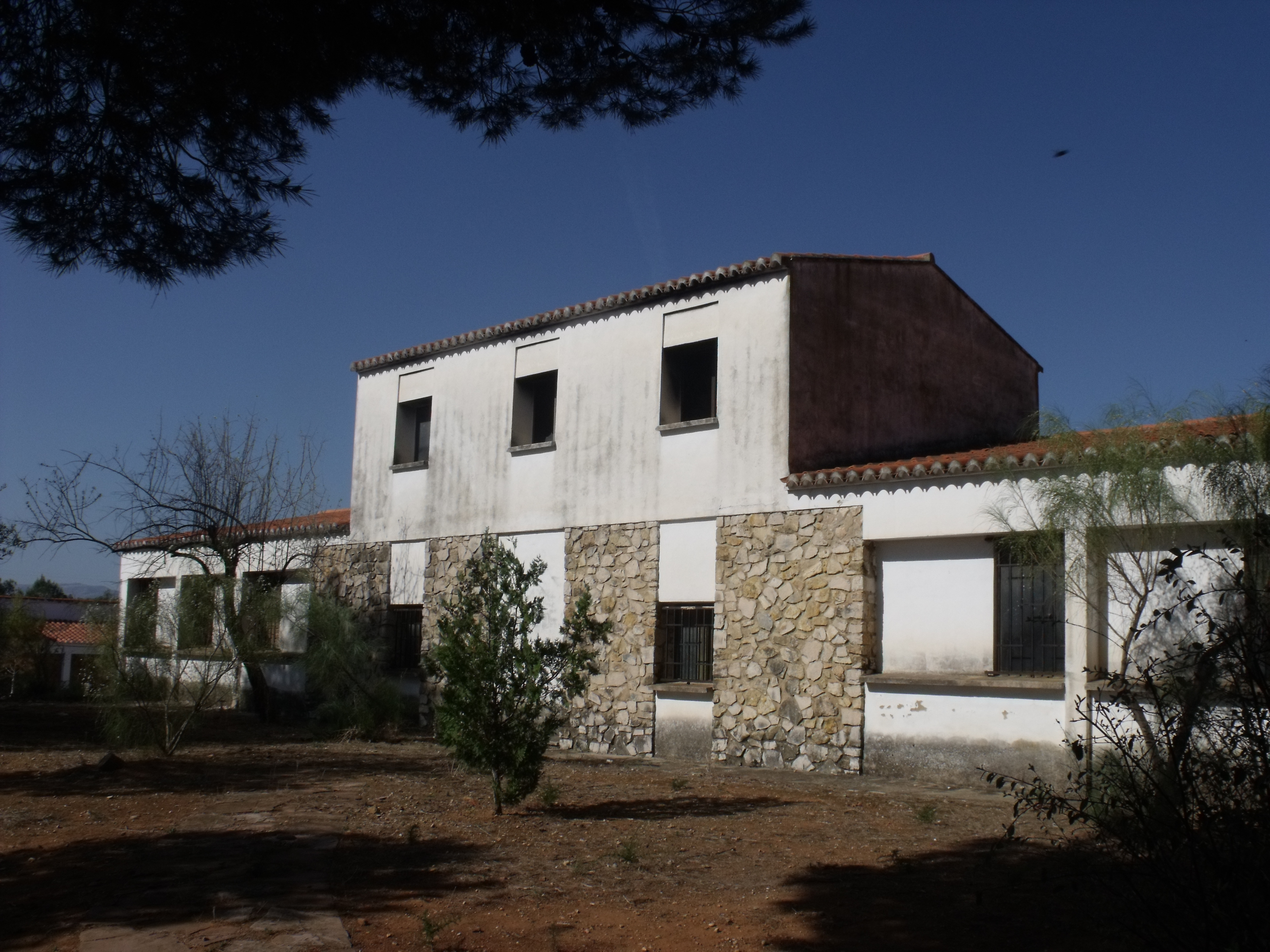
Hermandad Sindical.
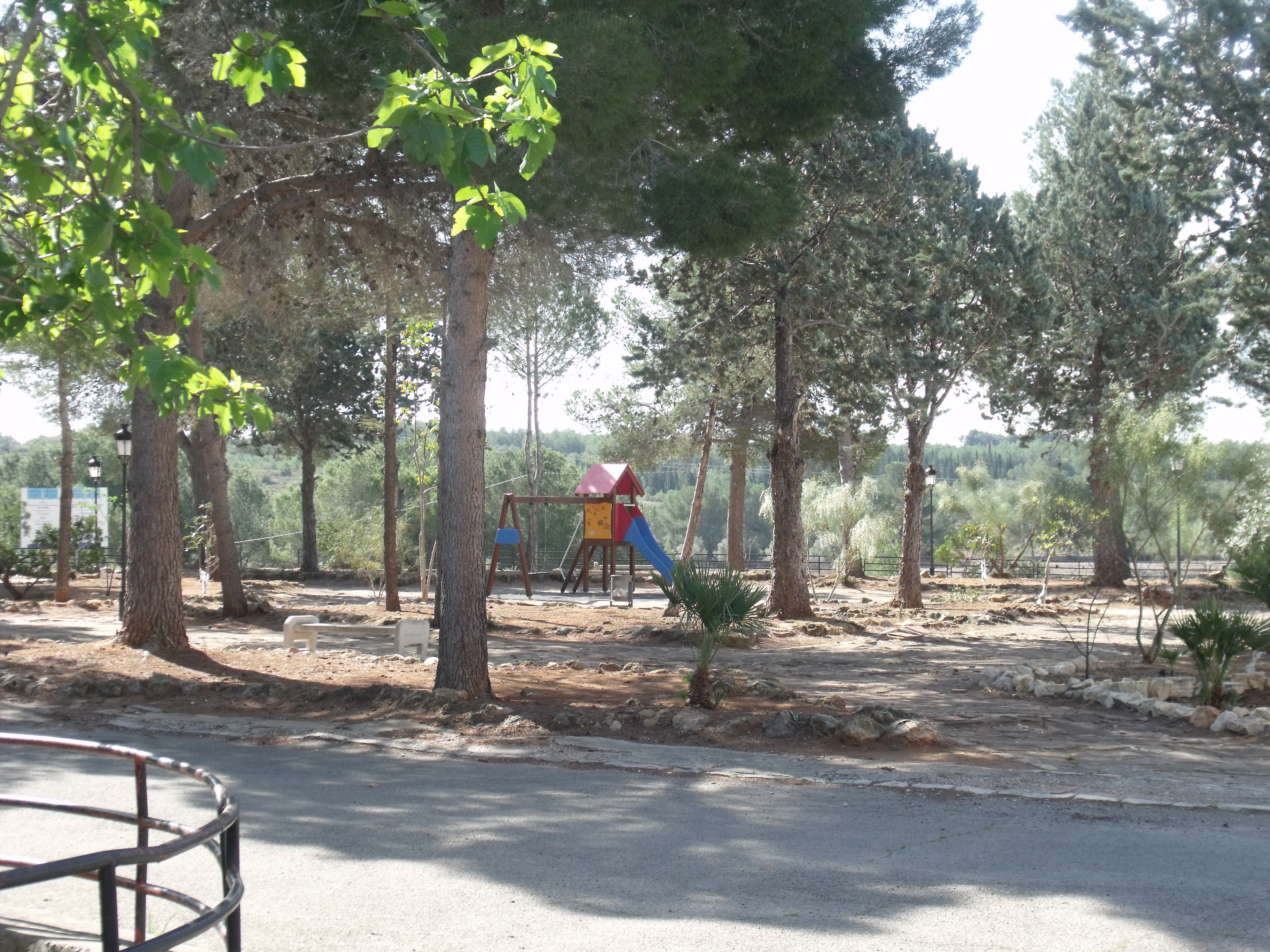
Plaza de Levante.
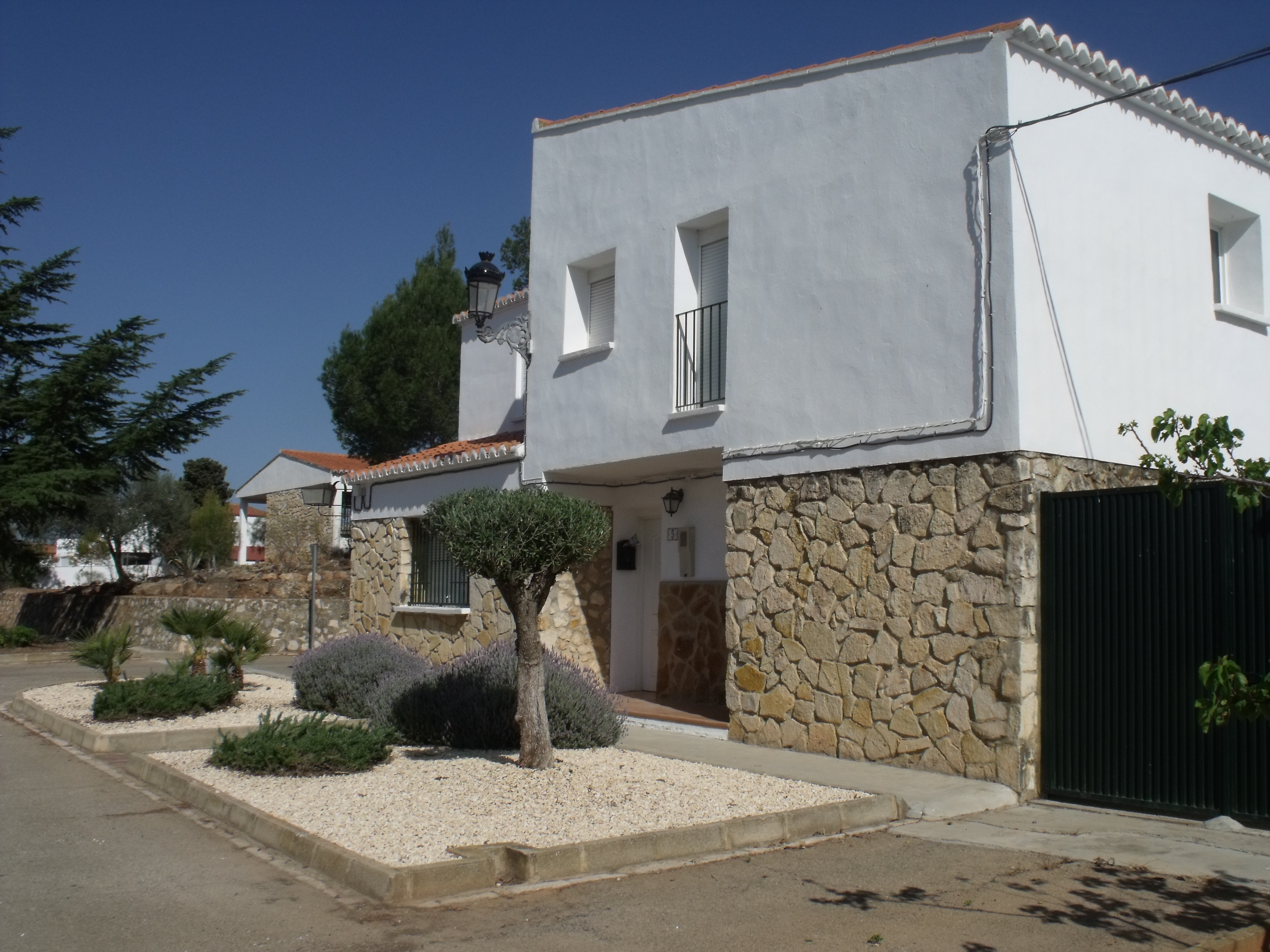
Casa estándar.
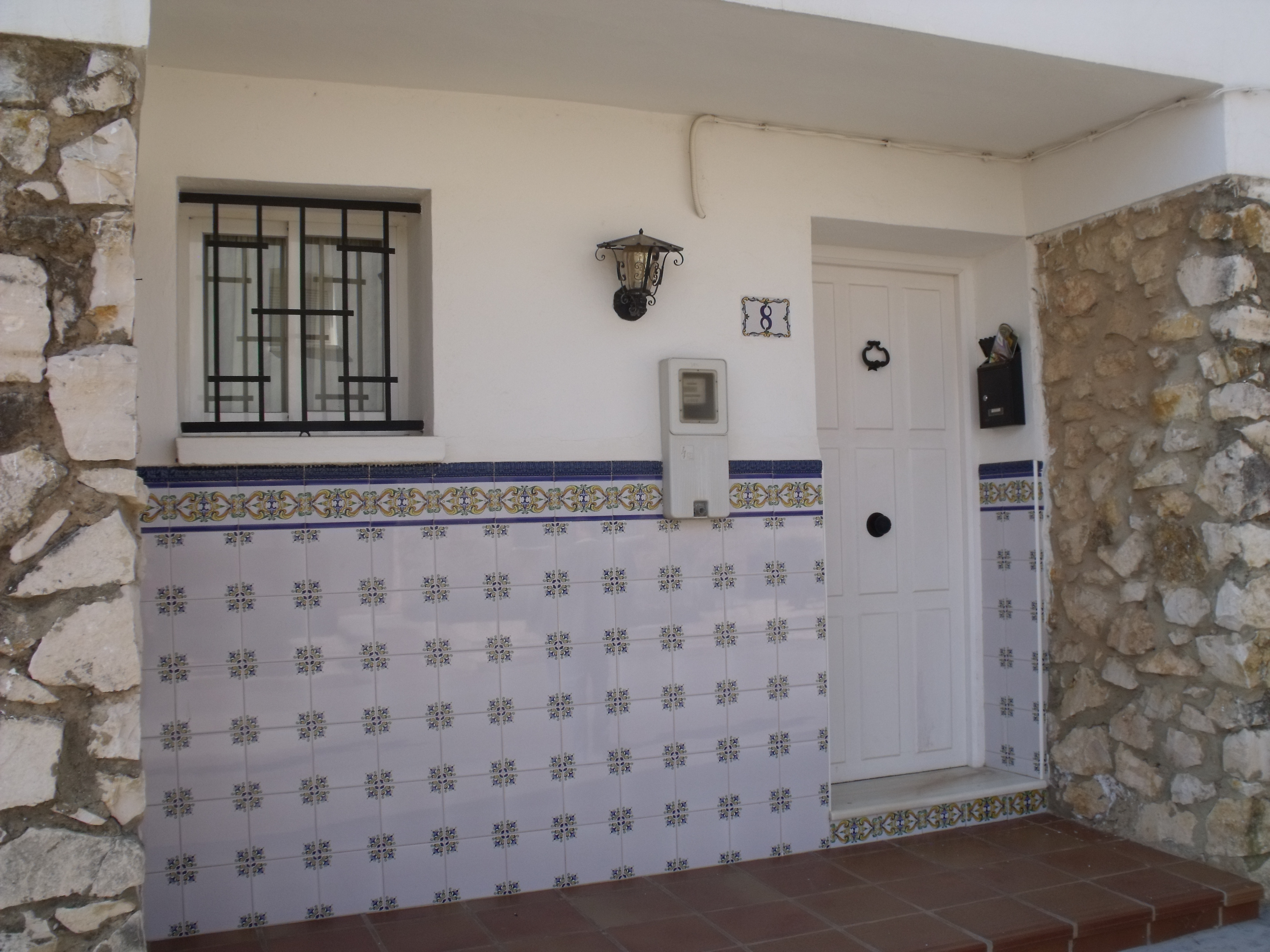
Casa decorada con azulejos.
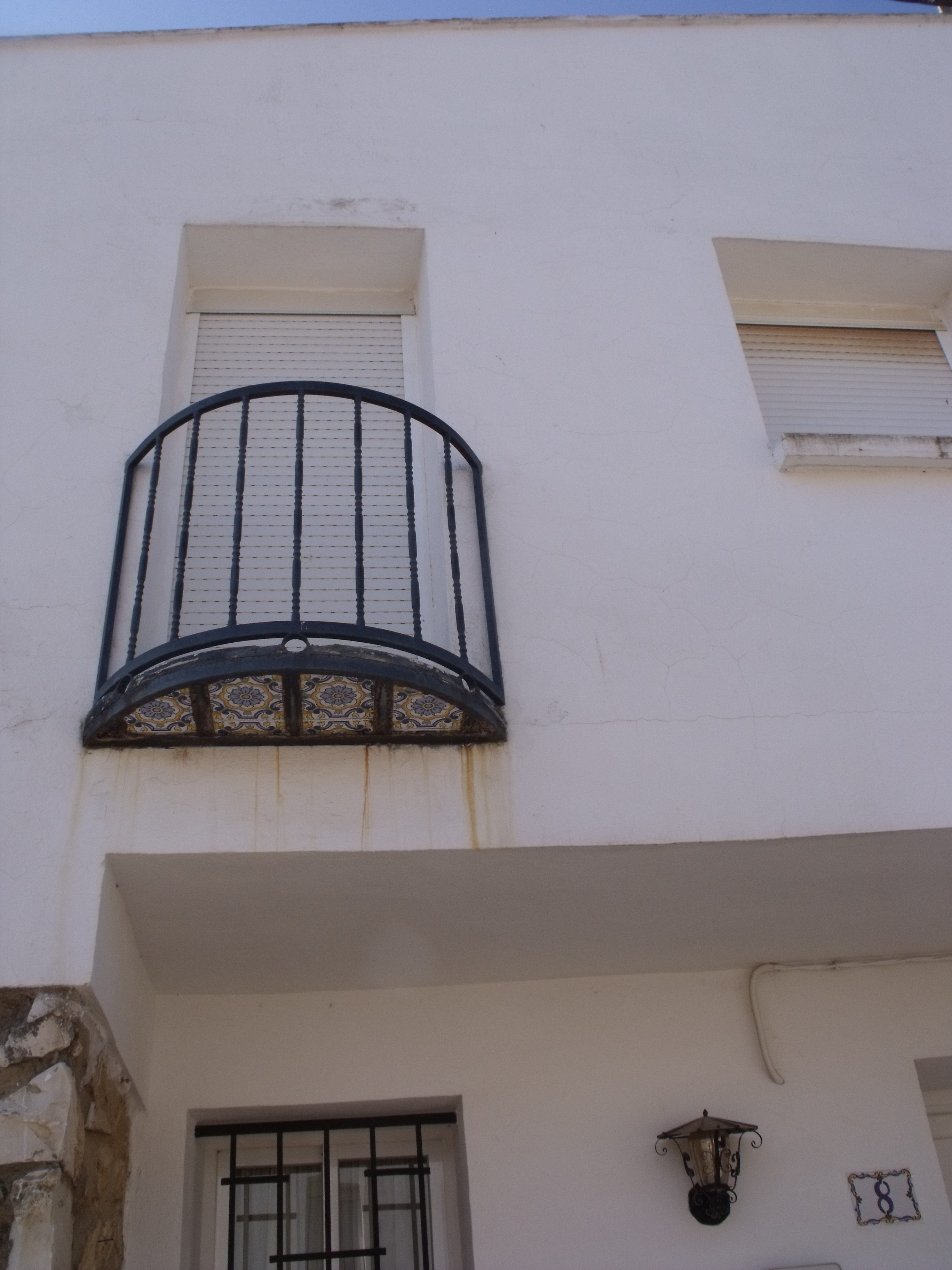
Balcón modificado.
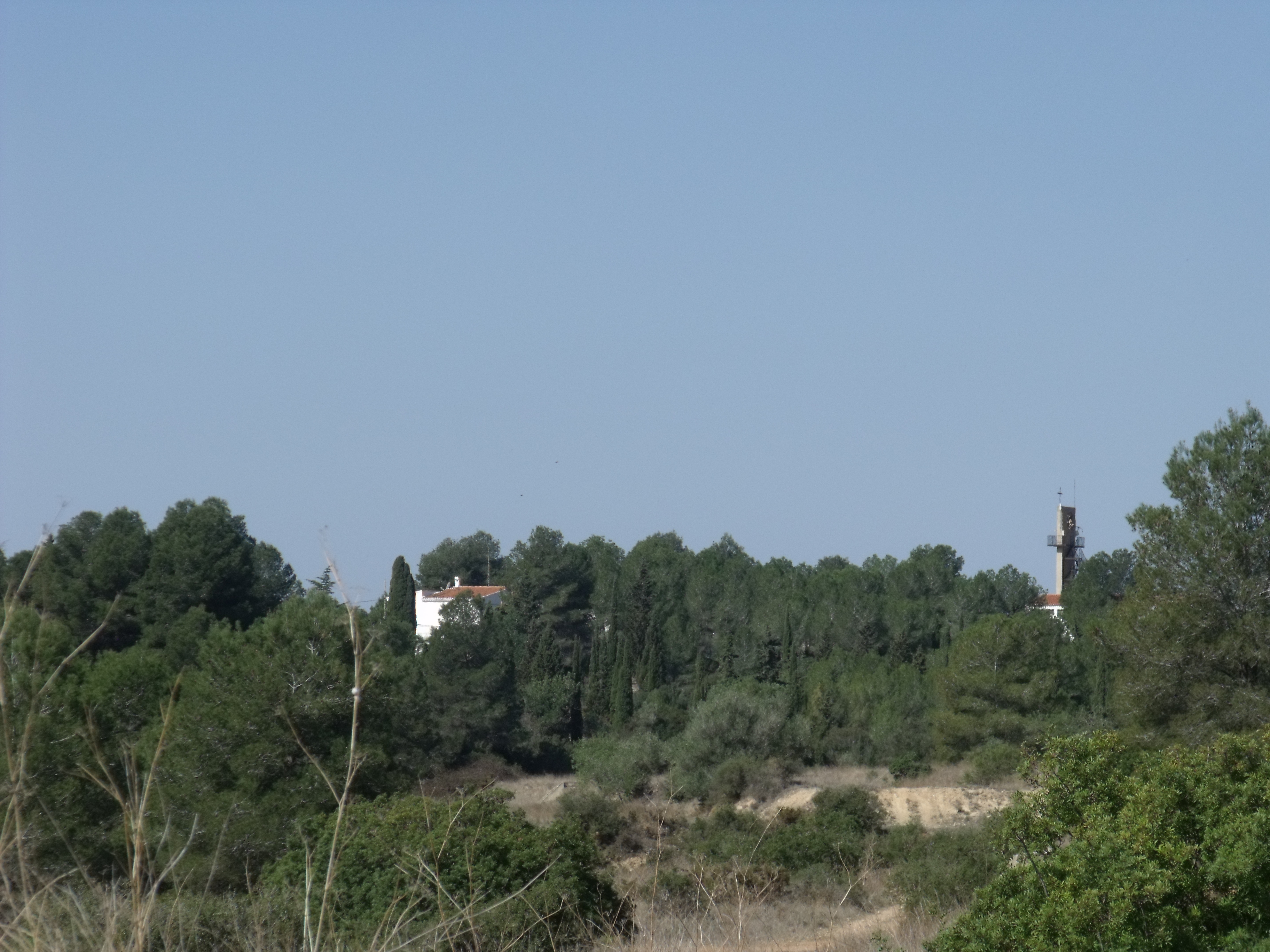
La población vista desde el este.